# Guanosindifosfat
Guanosindifosfat (GDP) er et nukleotid der består af purin-basen guanin forbundet til ribose via en N-glykosidbinding, samt to fosfatenheder bundet til riboseenhedens 5'-position via fosfatesterbindinger.